# 愛してる!
『愛してる!』（あいしてる!）は、白石晃士監督、川瀬知佐子主演で2022年9月30日に公開された日本映画。

## 概要
日活ロマンポルノ50周年を記念したプロジェクト「ROMAN PORNO NOW」で製作された作品の一つ。SMの世界を描き、SM愛好家として知られる高嶋政宏が企画監修を行った。高嶋によれば企画段階で著書である『変態紳士』を参考にした映画を作りたいという話があがり、エッセイの精神を反映させた別のストーリーとなったという。高嶋はステレオタイプのSMが描かれることに懸念を示し、ショーとしてSMを見せることと、愛好家が集まる店は違うことなどを実際の店舗を案内しながらプレゼンした。
白石が得意とするモキュメンタリー方式で撮影されており、取材カメラマン役の根矢涼香が実際に撮影した個所も多い。前述の高嶋によると劇中の喘ぎ声などは演出であり、ナチュラルさは研究の成果、陰毛も「疑似陰毛」とのことである。
元女子プロレスラーで地下アイドルという主人公の役柄だが、撮影時には実際に地下アイドルをしていた川瀬知佐子がオーディションで抜擢された。川瀬は映画『あ・く・あ』に出演経験はあったものの、映画初主演となる。バックボーンが多様な主人公を演じるため、川瀬は実際に撮影前にプロレス、SM、歌、ダンスのレッスンを受けている。
R18+作品。オーストリア・SLASH映画祭、ハワイ映画祭など海外映画祭への出品が決まっている。
第13回シチリア・クィア映画祭（SICILIA QUEER 2023）のニュー・ビジョン部門で最高賞を受賞した。

## あらすじ
喧嘩っぱやくて気が強い問題児の地下アイドルのミサ。元女子プロレスラーという経歴もあり、彼女のドキュメンタリーとして密着取材がつくことになる。ある日、騙されるように連れていかれたSMラウンジ「H」のオーナーから、女王様の素質があると見込まれスカウトされる。紹介された女王様カノンと出会い、困惑しながらもSMの世界に惹かれ、ミサはアイドルと女王様を両立しながらトップを目指すのだった。

## 登場人物
ミサ
演 - 川瀬知佐子
元女子プロレスラーの地下アイドル。アイドル名はミサ☆ザ・キラー。
カノン
演 - 鳥之海凪紗
人気の女王様。
ユメカ
演 - 乙葉あい
地下アイドル。ミサとカノンの関係に徐々に嫉妬を抱く。
SMラウンジ「H」のオーナー・椿
演 - ryuchell
近代化されたSM愛好家。
高嶋政宏
演 - 高嶋政宏
ラウンジに通うSM愛好家の変態紳士。ふいに股間を蹴られたことにも受けて立てる野生のM。
ディレクター・佐藤優子
演 - 根矢涼香
密着取材企画のカメラマン。
- ナカムラ - 今成夢人
- 山口森広
- 奴隷 - 大迫茂生
- 木村圭作
- 福田もか。
- 鈴木太一
- 蒼月流

## スタッフ
- 監督：白石晃士
- 企画監修：高嶋政宏
- SM監修：蒼月流
- 脚本：白石晃士、谷口恒平
- エグゼクティブプロデューサー：福家康孝
- 製作：鳥羽乾二郎
- プロデューサー：紀嘉久、相羽浩行
- 撮影：池田圭、根矢涼香
- 装飾：安藤真人
- 音楽：森優太
- 録音：岸川達也
- 整音：岩丸恒
- 照明：松本竜司
- 編集：白石晃士
- スタイリスト：藏之下由衣
- ヘアメイク：升水彩香
- 制作担当：田村知明
- 監督補：谷口恒平